# 샌드맨 (프로레슬링 선수)

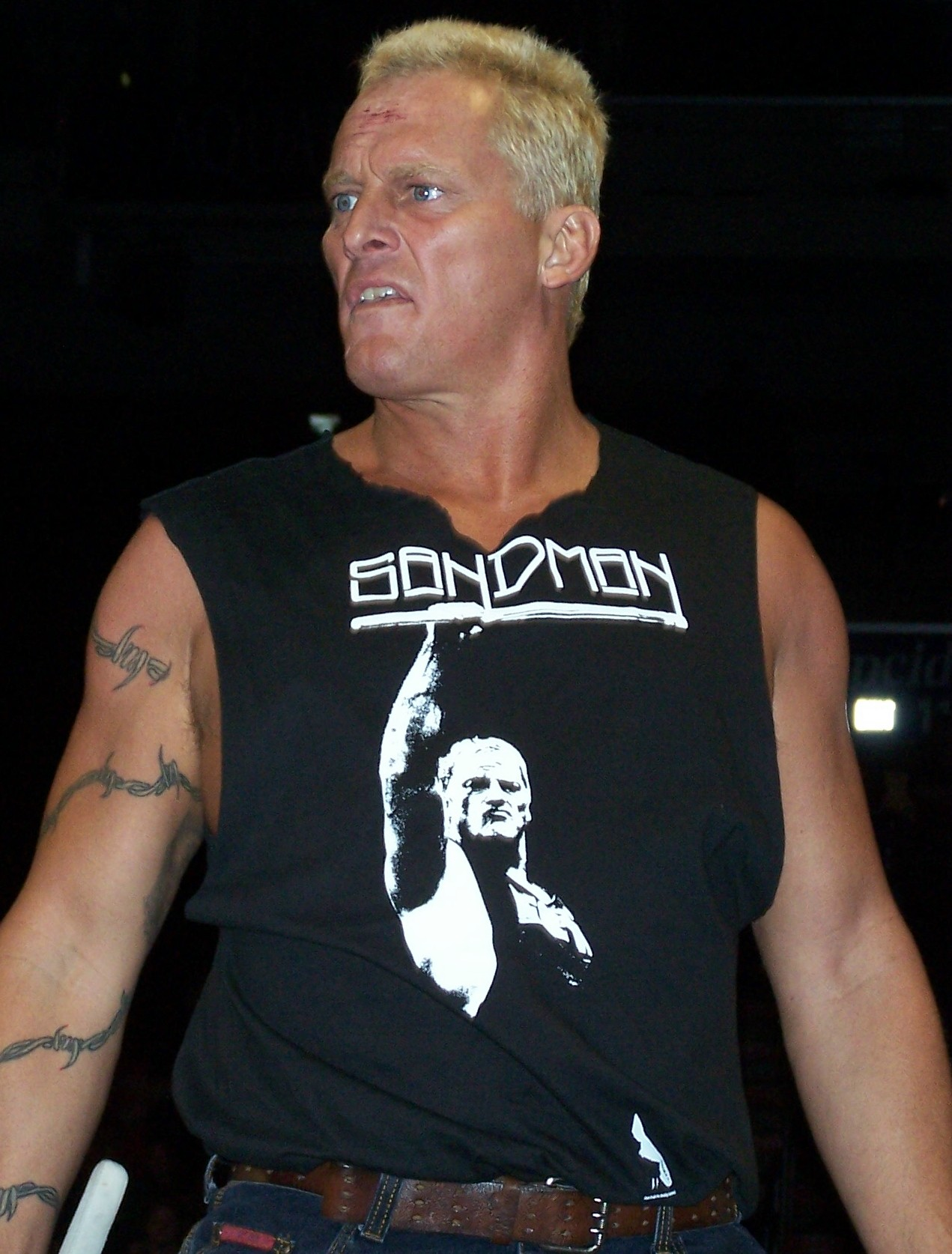

샌드맨(1963년 6월 16일 ~ )은 본명은 제임스 풀링턴(James Fullington)이다. ECW에서 활동했던 프로레슬링선수다. 1989년 프로레슬링 입문했다.
통산 5회의 ECW 월드 챔피언의 경력이 있다. WWE에서도 잠시 활동한적이 있으며 주로 랍 밴 댐, 사부, 타미 드리머와 같이 활동을 하였다. 레슬매니아 23에서는 랍 밴 댐, 사부, 타미 드리머와 팀을 이뤄서 뉴 ECW팀을 상대로 하여 승리를 하기도 하였다. 이후 드래프트를 통해 ECW에서 RAW로 이적하게 된다. RAW로 이적한 뒤 칼리토와 대립을 하였다. 2007년 그레이트 아메리칸 베쉬에서 칼리토와 싱가포르 케인 매치를 하였고 패하였고 그 이후 WWE에서 방출 당하였다.
맥주를 아주 좋아하며 싱가포르 케인(죽도)은 그의 상징이다. 성격 또한 ECW와 걸맞게 다혈질인 것으로 유명하였다. 피니쉬는 롤링 락(센턴 밤), 화이트 러시안 레그스윕(러시안 레그스윕 위드 켄도 스틱)으로 사용을 한다.

## 신체 사항
키 188cm
몸무게 111kg

## 수상
- ECW 월드 헤비웨이트 챔피언 5회
- ECW 월드 태그팀 챔피언 1회